# Štefánikova magistrála
Štefánikova magistrála je dálková turistická trasa na Slovensku, spojující Bradlo s mohylou generála Milana Rastislava Štefánika u obce Ivanka pri Dunaji. Magistrála je značená červeným a zeleným turistickým značením a na Bradle navazuje na Cestu hrdinů SNP, kterou kopíruje až po rozcestí Biely kríž. Na tomto úseku je magistrála totožná s mezinárodní turistickou cestou E8 a turistickou trasou 0701 .

## Průběh trasy

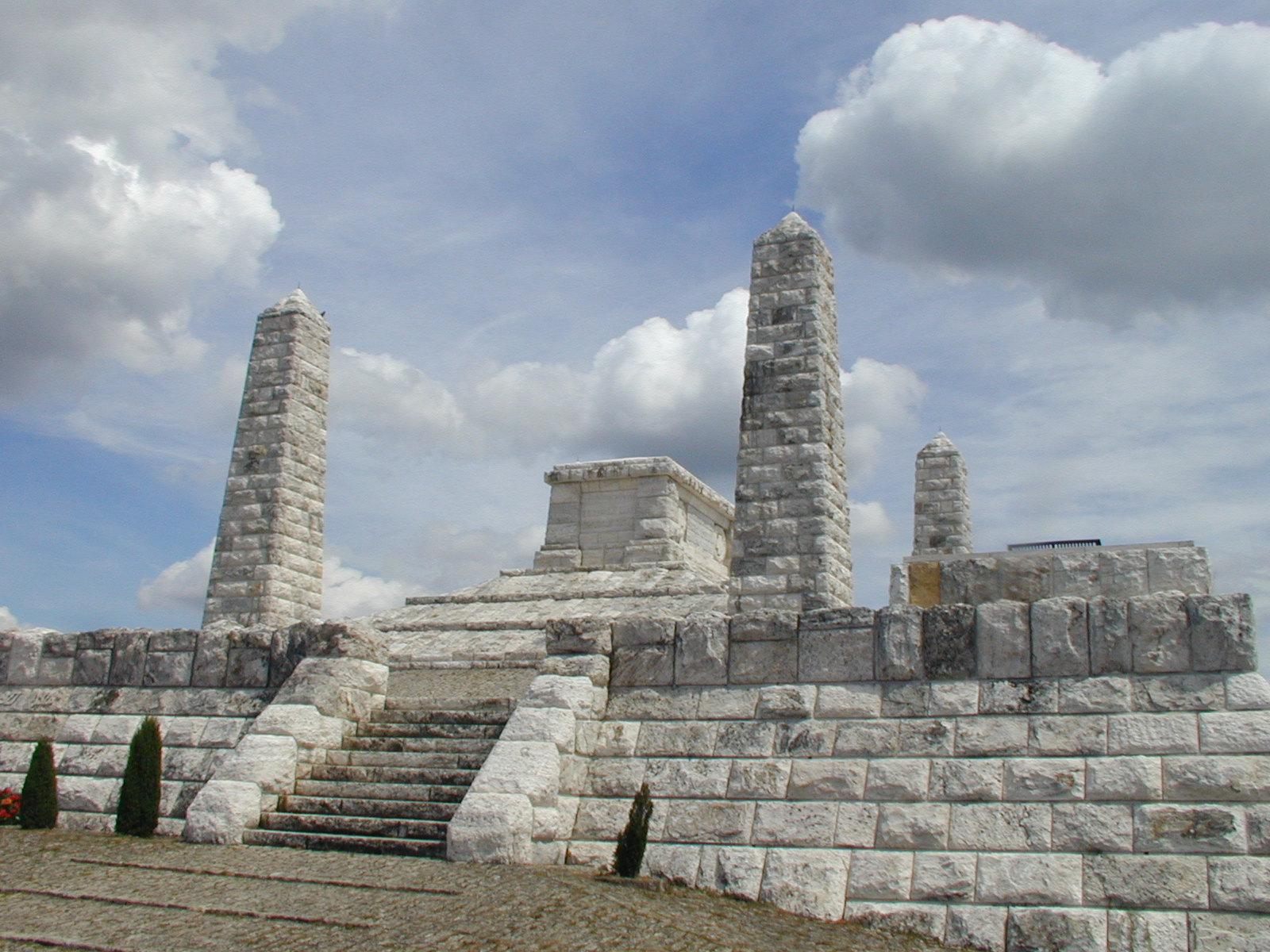
Mohyla MR Štefánika

Magistrála začíná na vrcholu Bradla při Mohyle M. R. Štefánika, odkud vede do Brezové pod Bradlom a vchází do Malých Karpat. Pod Končitou (428 m n. m.), Černastú (412 m n. m.) a Slopy (432 m n. m.) vede okolo Dobrovodského hradu k obci Dobrá Voda .
Magistrála dále pokračuje zpět do lesa pod Kopec (472 m n. m.), Mihalinovú (428 m n. m.) a údolím potoka Raková k silnici I / 51 a horárni Dolná Raková. U Sokolských chat a osady Vítkov mlýn stoupá na Havraniu skálu, odkud pokračuje na nejvyšší část Malých Karpat, na Havranicu (737 m n. m.) a nejvyšší vrch pohoří Záruby (768 m n. m.).
Magistrála sestupuje hřebenem na Ostrý Kámeň (569 m n. m.) se zříceninami hradu Ostrý Kameň a přes kótu Brezinka obchází Veterlín (724 m n. m.), Čiernu skálu (662 m n. m.), Polámané (612 m n. m.) a Javorinku (661 m n. m.). Od Amonovej lúky stoupá na Klokoč (661 m n. m.), přes Vápennou klesá k Sološnici, opět stoupá do Sedla Skalka, traverzuje Horní vrch (643 m n. m.) a přes Panské Uhliská, Hubalovú a Čermák stoupá na Skalnatou (704 m n. m.).

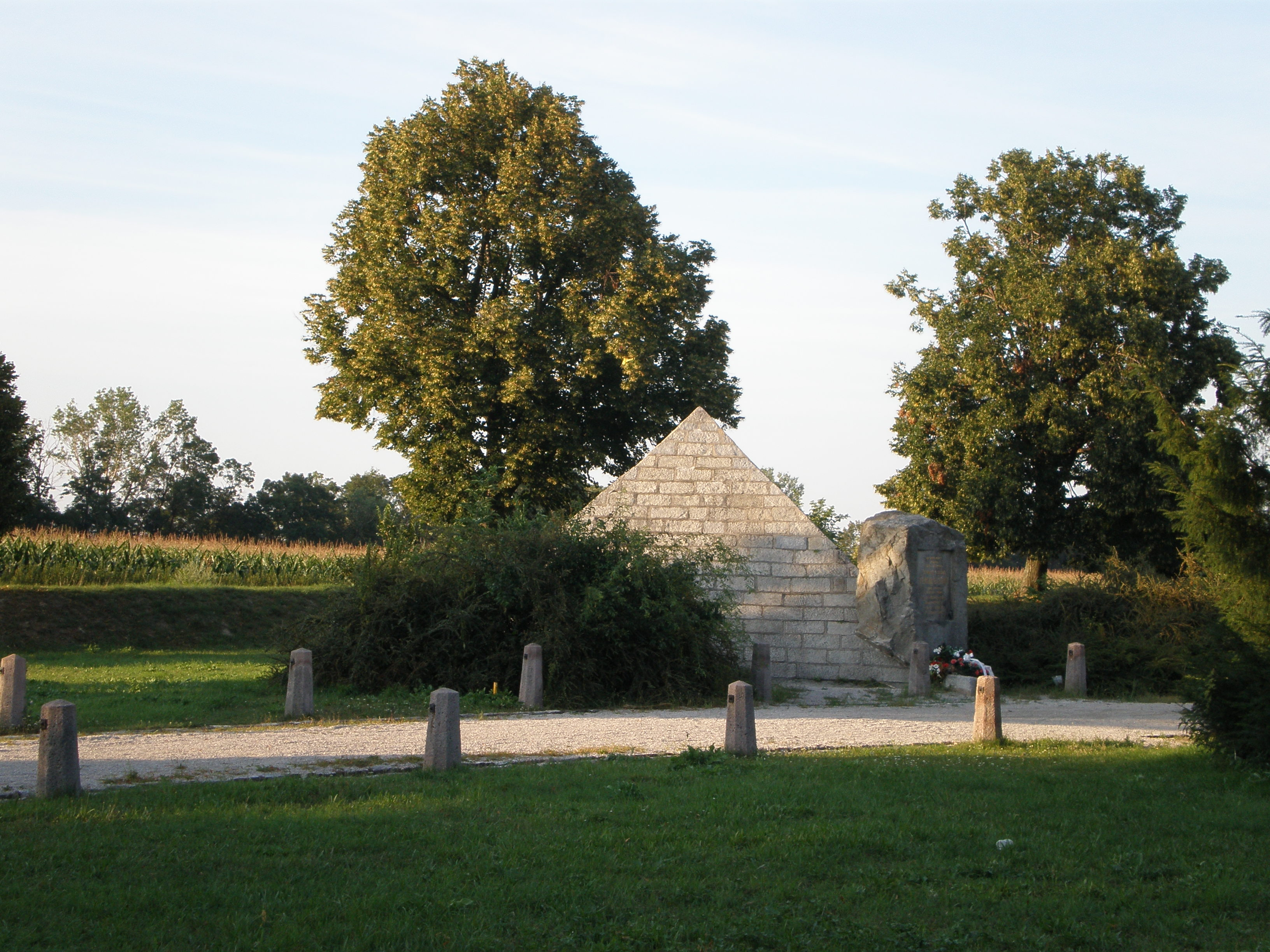
Mohyla M. R. Štefánika letiště

Hřebenem pokračuje pod Čertov kopec (752 m n. m.), Prostrední vrch (601 m n. m.), přes Sedlo Javorina a Čmeľok (709 m n. m.) vede na Pezinskú Babu (527 m n. m.), významné turistické středisko Malých Karpat. Chodník traverzuje Korenný vrch (599 m n. m.), Konské hlavy (649 m n. m.) a okrajem vojenského výcvikového prostoru Turecký vrch přes Stratený kút (594 m n. m.), Tri kamenné kopce (584 m n. m.), pod vrch Somár (650 m n. m.) a kóty Kozí chrbát a Salaš vede na rozcestí Biely kríž (498 m n. m.), kde opouští trasu Cesty hrdinů SNP.
Štefánikova magistrála se zde stáčí a po  zelené značce směřuje na východ přes Sakrakopec na rozcestí Šúrsky kanál na okraji Svatého Jura. V Podunajské rovině sleduje tok Šúrskeho kanálu a při Ivance pri Dunaji se stáčí jihozápadním směrem k letišti, kde při Mohyle generála Milana Rastislava Štefánika končí.